# Lene Rantala
Lene Rantala, född 10 augusti 1968 i Gladsaxe, är en dansk tidigare handbollsmålvakt.

## Karriär
Rantala inledde sin elitkarriär i FIF Håndbold och gjorde sin landskampsdebut då hon spelade för klubben. 1993 blev hon proffs i Norge och spelade för tre olika klubbar innan hon fann sig tillrätta i Larvik 1997. Där stannade hon i 17 år! "En gång Larvik - alltid Larvik" lär hon ha sagt. Rantala vann Cupvinnarcupen med Larvik HK 2005 och 2008 samt 11 norske seriemesterskaber och den norske cuptiteln 10 gånger. När hon slutade i Larvik återvände hon som målvaktstränare.

### Landslagskarriär
Rantala har spelat 230 landskamper för det danska landslaget. Hon är en av de mest meriterade handbollsspelarna i världen, med tre EM-guld, ett VM-guld 1997 och två OS-guld. Hon tog OS-guld 1996 i Atlanta och var med och försvarade lagets OS-guld 2000 i Sydney. Dessutom har hon ett EM-silver, ett VM-silver, och ett VM-brons. Hon debuterade i A-landslaget den 14 februari 1991. Hon slutade spela i landslaget 2002, men gjorde comeback for att hjälpa Danmark med att kvalificera sig till VM 2007 i Frankrike, vilket inte lyckades. 2011 spelade hon några landskamper i VM-kvalet, för att spelarföreningen och danska handbollsförbundet våren 2011 var i konflikt.

## Meriter
- Två OS-guld (2000 och 2004) med Danmarks landslag
- VM-guld 1997
- Tre EM-guld (1994, 1996 och 2002)
- Norsk mästare tio gånger med Larvik HK
- Elva norska seriesegrar med Larvik HK